# Muhammad-Ali Abdur-Rahkman
Muhammad-Ali Abdur-Rahkman (ur. 1 września 1994 w Allentown) – amerykański koszykarz, występujący na pozycjach rzucającego obrońcy lub niskiego skrzydłowego, obecnie zawodnik Darüşşafaka Lassa.
W 2019 reprezentował Cleveland Cavaliers, podczas letniej ligi NBA w Las Vegas i Salt Lake City.
7 czerwca 2021 został zawodnikiem Legii Warszawa. 20 lipca 2022 zawarł umowę z włoskim Victoria Libertas Pesaro. 28 czerwca 2023 dołączył do tureckiego Darüşşafaka Lassa.

## Osiągnięcia
Stan na 4 grudnia 2023, na podstawie, o ile nie zaznaczono inaczej.
NCAA
- Wicemistrz NCAA (2018)
- Uczestnik rozgrywek:
  - Sweet 16 turnieju NCAA (2017, 2018)
  - turnieju NCAA (2016–2018)
- Mistrz turnieju konferencji Big Ten (2017, 2018)
- Laureat uczelnianych nagród:
  - Bill Buntin Most Valuable Player (2018 – klubowy MVP sezonu)
  - Wayman Britt Outstanding Defensive Player (2017 – klubowy obrońca roku)
  - Rudy Tomjanovich Most Improved Player (2016 – klubowy postęp sezonu)
  - Steve Grote Hustle Award (2016)
  - Award for Outstanding Free Throws (2015 – najlepiej egzekwujący rzuty wolne w klubie)
  - Iron Man Award (2018)
- Zaliczony do:
  - I składu turnieju:
    - Big 10 (2018)
    - 2K Sports Classic (2017)
    - regionalnego NCAA All-West Regional (2018)

  - składu honorable mention Big Ten (2018)

Drużynowe
- Wicemistrz Polski (2022)[6]